# ゴールデン☆ベスト kumi showji in Victor Years
『ゴールデン☆ベスト kumi showji in Victor Years』（ゴールデン☆ベスト・クミ・ショウジ・イン・ビクター・イヤーズ）は、障子久美の2作目のベスト・アルバム。2009年9月16日にビクターエンタテインメントから発売された。

## 収録曲
1. あの頃のように（single version）
2. WANDER
3. 戻らないとき
4. わかっているわ
5. どこかであなたを
6. TREASURE CHILD
7. 雨の街から
8. my only angel
9. heartache
10. 最後の願い
11. MISTY RAINY DAY （single version）
12. LABYRINTH
13. Time! （single version）
14. A Never fading Love
15. 桜の咲く頃に